# 13A busz (Eger)
Az egri 13A jelzésű autóbusz a Tesco áruház és Mezőgép között közlekedett, iskolai előadási napokon, a reggeli és a délutáni csúcsidőszakban. A járat üzemelésének utolsó évében[mikor?] az Agria park építése miatt terelt útvonalon közlekedett. A viszonylatot az Agria Volán üzemeltette.